# Rangárþing eystra
Rangárþing eystra – gmina w południowej Islandii, położona nad wybrzeżem atlantyckim pomiędzy rzeką Hólsá na wschodzie a lodowcem Mýrdalsjökull na zachodzie. Północną granicę wyznaczają rzeka Eystri-Rangá oraz lodowiec Tindfjallajökull. Gmina wchodzi w skład regionu Suðurland. Gminę zamieszkuje 1,8 tys. mieszk. (2018). Największą miejscowością w gminie jest Hvolsvöllur - 931 mieszk. Przez gminę przebiega ze wschodu na zachód droga krajowa nr 1.

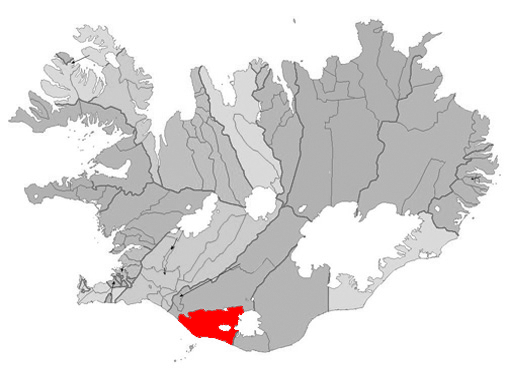
Położenie gminy Rangárþing eystra na mapie administracyjnej kraju

Gmina powstałą w 2001 roku z połączenia gmin: Austur-Eyjafjallahreppur, Vestur-Eyjafjallahreppur, Austur-Landeyjahreppur, Vestur-Landeyjahreppur, Fljótshlíðarhreppur i Hvolhreppur.
Główną rzeką gminy jest Markarfljót. Jej obszar źródliskowy, Þórsmörk, jest popularnym obszarem turystyki górskiej. Na terenie gminy znajduje się również pokryty lodowcem wulkan Eyjafjallajökull, którego wybuch w 2010 roku doprowadził do zamknięcia przestrzeni powietrznej nad Europą. Na jego południowych stokach wytworzyły się wodospady Skógafoss (niedaleko Skógar) i Seljalandsfoss, które stanowią główne atrakcje turystyczne tej części wyspy. Kolejnym wulkanem na terenie gminy, pokrytym mniejszym pod względem powierzchni lodowcem, jest Tindfjallajökull.